# 泰日工業大學
泰日工業大學（泰文：สถาบันเทคโนโลยีไทย-ญี่ปุ่น，英文：Thai-Nichi Institute of Technology）是泰國曼谷的私立大學，2007年設立。該大學的宗旨是建立一所「日本式的製造業專門大學」。

## 概要
設立母體是泰日技術振興協會，教育目標是導入日本的製造業精神。

## 學術機構
- 工學院
- 資訊學院
- 管理學院

## 協定校
- 芝浦工業大學
- 九州大學
- 大阪工業大學
- 東京農工大學
- 東北大學（部局間協定）
- 東北工業大學
- 大同大學
- 名古屋工業大學
- ものつくり大學
- 豐田工業大學
- 立命館大學
- 立命館亞洲太平洋大學
- 東北學院大學
- 東海大學
- 東京外國語大學
- 群馬大學
- 千葉大學
- 大阪府立大學
- 嘉悅大學
- 滋賀大學
- 東京經濟大學（友好校協定）
- 千葉工業大學（部局間協定）
- 青森中央學院大學

## 外部連結
- 泰日工業大學 （页面存档备份，存于）